# 7. Kavallerie-Schützen-Division
Die 7. Kavallerie-Schützen-Division war ein Großverband der Preußischen Armee.

## Gliederung

### Kriegsgliederung vom 22. August 1918
- 21. Landwehr-Infanterie-Brigade
  - Kavallerie-Schützen-Kommando 28
    - Ulanen-Regiment „Graf Haeseler“ (2. Brandenburgisches) Nr. 11
    - Schleswig-Holsteinisches Ulanen-Regiment Nr. 15
    - Reserve-Ulanen-Regiment Nr. 4

  - Kavallerie-Schützen-Kommando 30
    - 3. Schlesisches Dragoner-Regiment Nr. 15
    - Dragoner-Regiment „Königin Olga“ (1. Württembergisches) Nr. 25
    - 2. Rheinisches Husaren-Regiment Nr. 9

  - Kavallerie-Schützen-Kommando 41
    - Ulanen-Regiment „von Schmidt“ (1. Pommersches) Nr. 4
    - Kürassier-Regiment „Herzog Friedrich Eugen von Württemberg“ (Westpreußisches) Nr. 5
    - Dragoner-Regiment „König“ (2. württembergisches) Nr. 26
    - 2. Eskadron/Kürassier-Regiment „Kaiser Nikolaus I. von Russland“ (Brandenburgisches) Nr. 6
- Artillerie-Kommandeur Nr. 218
  - Garde-Feldartillerie-Stab zur besonderen Verwendung
  - IV. Abteilung/1. Garde-Feldartillerie-Regiment
  - V. Abteilung/1. Garde-Feldartillerie-Regiment
  - IV. Abteilung/Feldartillerie-Regiment „von Podbielski“ (1. Niederschlesisches) Nr. 5
  - Fußartillerie-Bataillon Nr. 117
- Pionier-Bataillon Nr. 485
- Divisions-Nachrichten-Kommandeur Nr. 514

## Geschichte
Der Großverband wurde am 14. Mai 1918 aus der 7. Kavallerie-Division zur 7. Kavallerie-Schützen-Division umgebildet und in den letzten Kriegsmonaten ausschließlich an der Westfront eingesetzt. Die Division wurde von den Amerikanern nach dem Krieg als viertklassig mit Ansätzen zur Drittklassigkeit eingestuft.

### Gefechtskalender

#### 1918
- 19. Mai bis 9. Juli --- Stellungskämpfe in Lothringen und den Vogesen
- 10. Juli bis 31. August --- Stellungskrieg in Flandern
- 1. bis 2. September --- Schlacht bei Monchy-Bapaume
- 3. bis 6. September --- Kämpfe vor der Siegfriedstellung
- 27. September bis 8. Oktober --- Abwehrschlacht zwischen Cambrai und Saint-Quentin
- 9. bis 17. Oktober --- Abwehrschlacht in Flandern
- 18. bis 24. Oktober --- Nachhutkämpfe zwischen Yser und Leie
- 25. Oktober bis 1. November --- Schlacht an der Lys
- 1. bis 11. November --- Stellungskrieg im Oberelsass
- ab 12. November --- Räumung des besetzten Gebietes und Marsch in die Heimat

## Kommandeure
| Dienstgrad      | Name             | Datum                        |
| --------------- | ---------------- | ---------------------------- |
| Generalleutnant | Hans von Heuduck | 23. Mai 1918 bis Januar 1919 |